# Weathermen

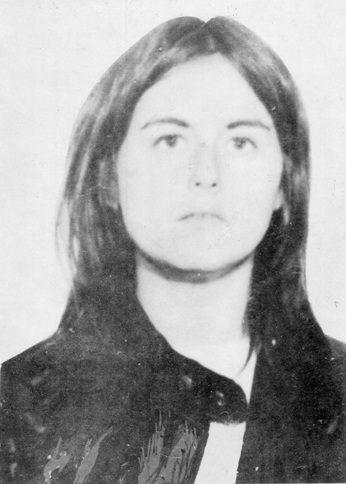
Bernardine Dohrn in 1970

The Weathermen, ook bekend als de Weather Underground Organization, was een extreemlinkse terroristische groepering  die eind jaren '60 en de jaren '70 actief was in de Verenigde Staten. Deze clandestiene beweging, opgericht door  voormalige leden van het op dat moment uiteenvallende "Studenten voor een Democratische Samenleving" (Students for a Democratic Society, SDS) aan Ann Arbor campus van de University of Michigan, omschreef zichzelf als "revolutionaire organisatie van communistische mannen en vrouwen". De groep propageerde de omverwerping van de regering van de Verenigde Staten en het kapitalisme en probeerde dit te bereiken door middel van bomaanslagen, relletjes en gevangenisuitbraken. 
De naam van de groep was afgeleid van een nummer van Bob Dylan, "Subterranean Homesick Blues", dat de tekst "You don't need a weatherman to know which way the wind blows" bevatte (Je hebt geen weerman nodig om te weten naar welke kant de wind waait). Dit citaat sloot een invloedrijk essay af in de SDS-krant New Left Notes.
In oktober 1969 organiseerde ze hun eerste actie, genaamd "the Days of Rage" (Dagen van Woede), in Chicago. Het openingsschot voor de Days of Rage werd gegeven in de nacht van 6 oktober, toen ze een standbeeld opbliezen dat was opgericht ter nagedachtenis aan de politieagenten die waren omgekomen tijdens de Haymarket Riot in 1886. Hoewel de bijeenkomst van 8 oktober minder mensen trok dan verwacht, trokken ongeveer 300 man rellend door de straten van het zakencentrum van Chicago, waarbij ruiten en auto's sneuvelden. Zes mensen werden door de politie neergeschoten en 70 gearresteerd. In de twee daaropvolgende nachten zouden nog meer kleinere gewelddadige conflicten met de politie volgen.
In 1970, na de moord op Black Panther-leider Fred Hampton door de FBI, gaf de groep een Oorlogsverklaring uit tegen de regering van de Verenigde Staten, waarbij ze hun naam wijzigden in Weather Underground Organization, valse identiteiten aannamen en alleen nog maar ondergrondse activiteiten uitvoerden, waaronder uiteindelijk de voorbereidingen voor een bomaanslag op een dansfeest voor oud-officieren op Fort Dix. Drie leden van de Underground vonden echter de dood toen de bom tijdens de montage ontplofte in hun schuilplaats in Greenwich Village, New York. Andere cellen herberaadden zich en besloten alleen nog niet-dodelijke aanslagen te plegen.
De groep gaf een aantal manifesten en verklaringen uit, terwijl ze een reeks bomaanslagen pleegden op onder andere het Capitool, het Pentagon, gebouwen van politie en justitie en opnieuw het inmiddels heropgerichte standbeeld op Haymarket. Ze bevrijdden met succes de LSD-goeroe Timothy Leary uit de gevangenis en smokkelden hem naar Algerije. Steeds waren ze de politie te slim af.
In het midden en aan het eind van de jaren 70 viel de groep uiteen, toen veel leden zichzelf aangaven bij de politie en anderen overstapten naar andere gewapende revolutionaire groepen. Slechts weinig leden hoefden een gevangenisstraf uit te zitten omdat het door het COINTELPRO-programma van de FBI geleverde bewijs illegaal was verkregen.
Bekende leden van de Weather Underground waren onder andere Kathy Boudin, Mark Rudd, Matthew Landy Steen en het nog steeds getrouwde stel Bernardine Dohrn en Bill Ayers. Veel voormalige Weathermen zijn geherïntegreerd in de samenleving, zonder per se hun intenties te hebben verloren